# Poupée sexuelle

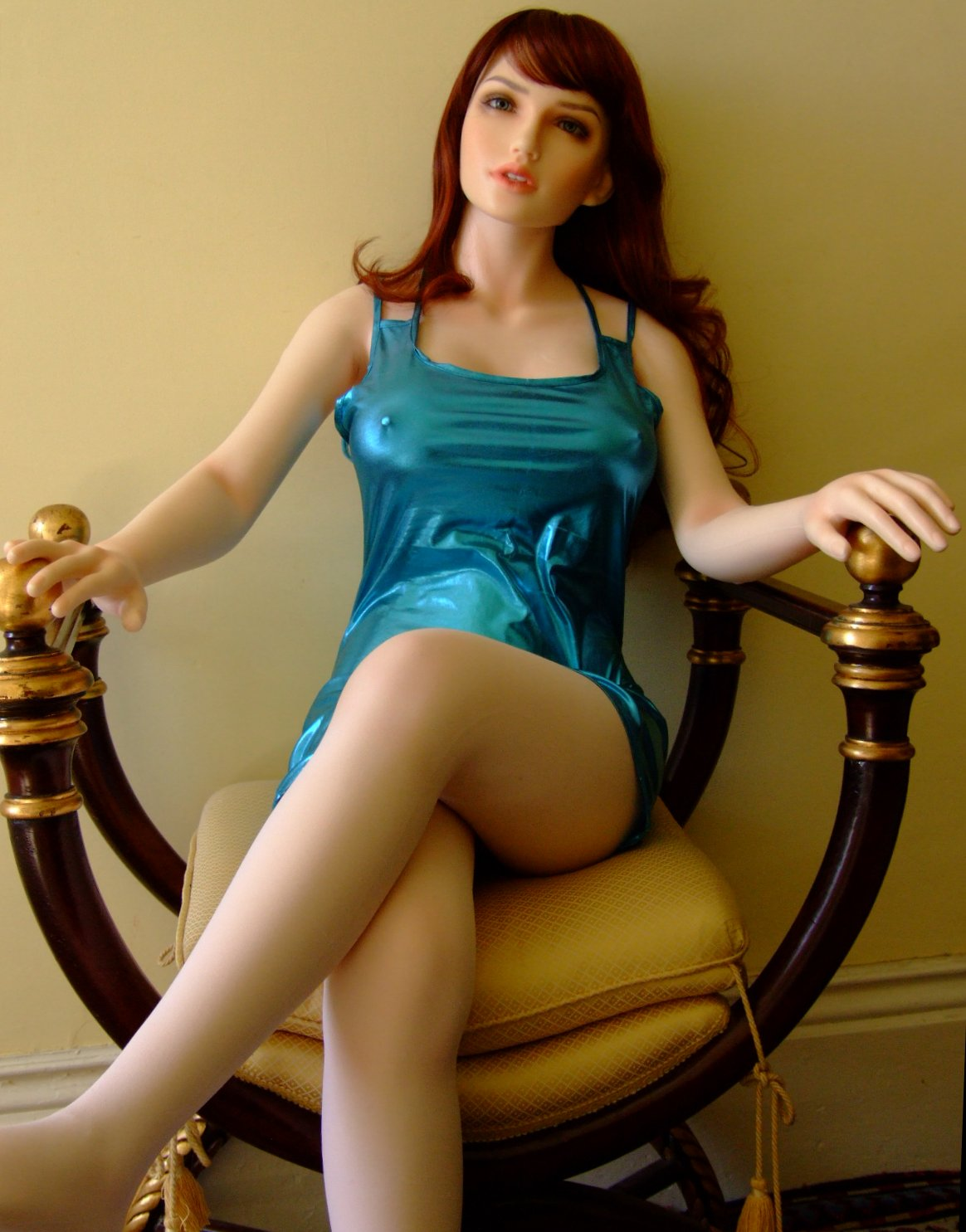
Une poupée sexuelle moderne.

Une poupée sexuelle est un jouet sexuel imitant le corps humain et permettant de pratiquer une masturbation. La plupart des poupées sont des mannequins représentant le corps d'une femme, et sont destinées à un public masculin.

## Origine
Les premières références à des poupées sexuelles sont d'origine maritime : les marins européens du XVIIe siècle créaient à l'aide de vieux vêtements des poupées féminines à usage sexuel, qu'ils surnommaient « dame de voyage ».

## Histoire

### Poupée gonflable
Le passage de la production artisanale à celle industrielle date de la fin des années 1930 et du début des années 1940. L'Allemagne et le Japon ont développé ces modèles pour leurs équipages sous-mariniers, confinés dans un environnement exclusivement masculin. Dotés de noms tels que « Sexy Dolly » ou « Little Betty », ces simulacres peuvent simuler le corps entier ou juste une partie pelvienne (rarement un visage) ayant un ou plusieurs orifices (vagin, anus ou bouche) pour permettre la pénétration.
C'est cependant dans les années 1970 que cette production commence à se démocratiser. En 1977, la firme japonaise Orient Industry créé ainsi la poupée Hohoemi (« sourire » en japonais). Plutôt que « poupée gonflable » on parle désormais de love dolls, reals dolls ou encore ai dolls.
Les premières poupées gonflables étaient faites en vinyle, désormais ce type de matériau est réservé aux modèles bas de gamme. Le latex s'est substitué au vinyle, ce qui en interdit l'usage aux personnes allergiques au latex. Ces poupées gonflables sont habituellement plutôt de conception sommaire et ne ressemblent que vaguement au corps d'une femme, mais elles possèdent un vagin artificiel et beaucoup d'hommes utilisant ces poupées s'en contentent. Elles se présentent sous la forme d'un mannequin en matière plastique qu'on remplit d'air grâce à une petite valve.
Quelques poupées gonflables sont de la forme d'animaux, notamment des moutons. Ces poupées sont plus à considérer comme des cadeaux-blague.
Modèle féminin :
- Dans le clip de JD Davis, en 2010, l'action du clip se déroule dans l'usine française de poupée gonflable Domax ; on y voit la création d'une poupée android[2]
- De nombreux groupes de rock ont fait référence à des poupées gonflables dans leurs textes comme Roxy Music dans In Every Dream Home a Heartache (1973)[3], ou en ont utilisé pendant leurs spectacles (par exemple, dans le premier clip d'Ugly Kid Joe, une poupée géante survolait la scène de Kiss lors de l'une de leurs tournées)
- Dans la série Mariés, deux enfants, Kelly souhaite une bonne nuit à ses parents, à son frère et à la « poupée gonflable » de son frère.
- Dans la série Boston Justice, Denny Crane fait fabriquer une poupée gonflable de Shirley Schmidt et l'amène au cabinet

Modèle masculin :
- Dans la série Ally McBeal, l'héroïne ou sa colocataire Renée dorment platoniquement avec un modèle masculin les soirs de solitude.
- Dans la série South Park, Eric Cartman reçoit un simulacre d'Antonio Banderas gonflable et l'utilise comme poupée.

### Poupée moulée
Les poupées moulées sexuelles sont plus chères et réalisées à partir de silicone. Elles peuvent être très réalistes, avec le visage et le corps modelés sur de vraies femmes, avec une peau particulièrement réaliste (semblable à celle utilisée pour les effets spéciaux de certains films), et avec de véritables cheveux (ou très réalistes). Les poupées peuvent être habillées de vrais vêtements pour accroître le réalisme.
Ces poupées ont habituellement un squelette flexible articulé en métal, ce qui permet de les placer dans des positions variées en vue d'actes sexuels. Les poupées sexuelles en silicone sont évidemment plus lourdes que les gonflables, mais sont deux fois moins lourdes qu'un humain de taille comparable.
Depuis début 2013, la majorité des poupées sexuelles vendues dans le monde est constituée de TPE matériau moins cher que le silicone permettant de produire des poupées moulées à moindres coûts expliquant ainsi l’essor des poupées réalistes à travers le monde.

### Humanoïde sexuel

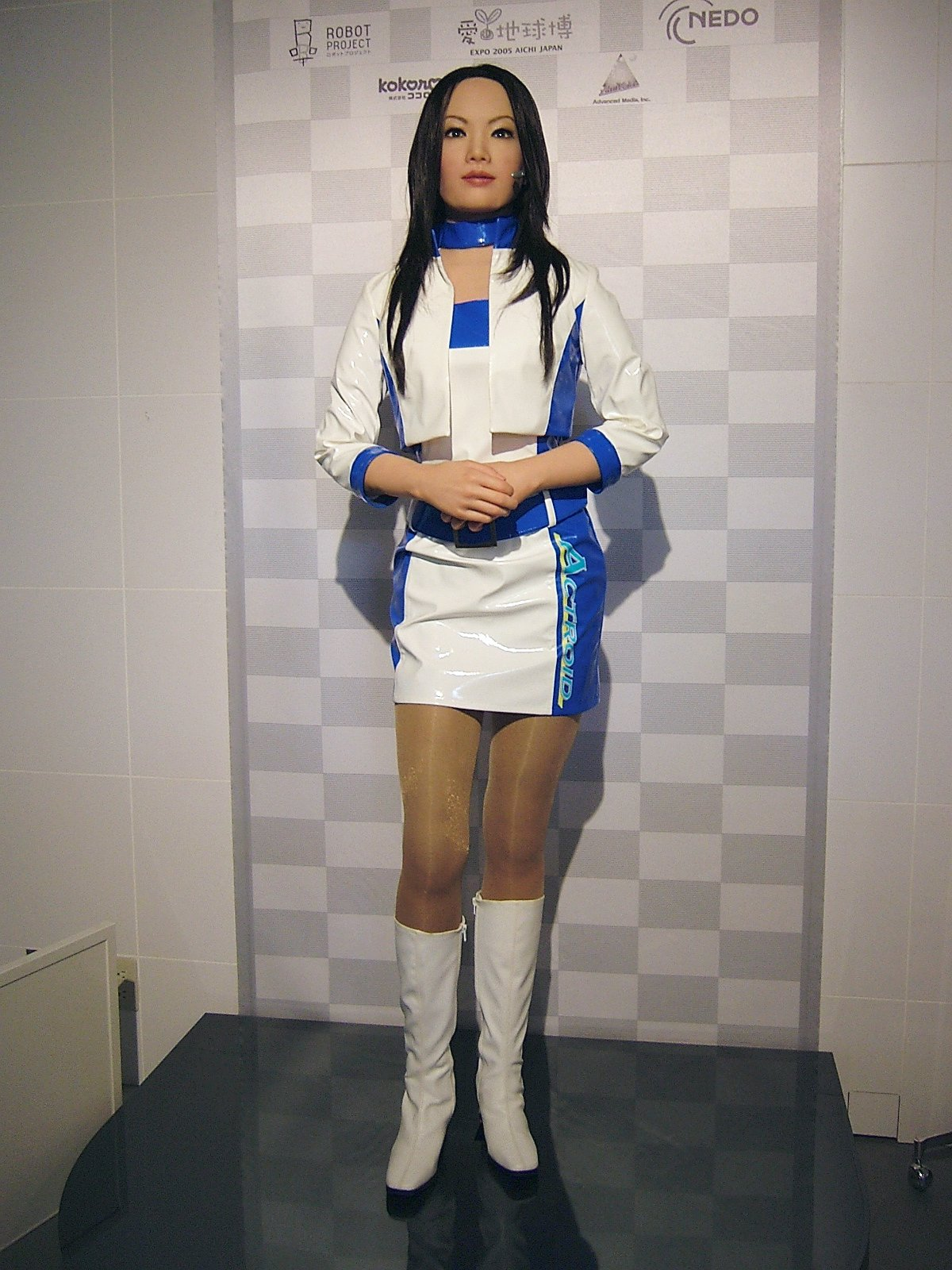
L'androïde Actroid-DER, développé pour assurer des fonctions d'accueil du public, a été présenté à l'Expo Aichi 2005. Il est opérationnel en japonais, chinois, coréen, et anglais.

Un reproche fait aux poupées sexuelles est leur passivité. De nombreux constructeurs ou observateurs pensent qu'à terme, il serait possible d'y remédier par la création de robots sexuels ayant forme d'humanoïdes (androïde et gynoïde) mais de nombreuses étapes sont encore nécessaires. Certains constructeurs offrent des CD audios, mais la désynchronisation du rythme et du son désoriente la plupart des utilisateurs. Une des premières étapes envisagées est d'insérer des capteurs à l'intérieur de la poupée reliés par Wi-Fi à un ordinateur pour synchroniser les paroles à l'action. Le développement des combinaisons de cybersex depuis quelques années a permis l'incorporation sur les modèles masculins de membre à mouvement va-et-vient télécommandé. L'incorporation de tissu intelligent à mémoire de formes est une autre piste. À plus long terme, l'avenir de ces projets dépendra des développements scientifiques et techniques dans les domaines de la robotique et de l'intelligence artificielle.
Modèle féminin :
- dans le film Monique, le personnage principal du film s'éprend de sa poupée moulée appelée Monique ;
- dans le film Cherry 2000 de 1987, le héros recherche une nouvelle poupée Cherry 2000 ;
- S1m0ne est une vedette virtuelle n'existant que par l'entremise de son créateur qui mystifie son public ;
- dans le film Austin Powers, Austin doit lutter contre des « femelles robots » ;
- dans le roman et film Les Femmes de Stepford, les femmes de la commune de Stepford sont remplacées par des robots dociles ;
- dans la série Futurama, Fry sort avec un robot sexuel ayant les traits de Lucy Liu ;
- dans le film Air Doll (Japon), le personnage principal est une poupée gonflable ayant pris vie.

Modèle masculin :
- dans le film A.I. Intelligence artificielle, le personnage de Gigolo Joe (incarné par Jude Law).

Le terme « gynoïde » (du Grec gyne signifiant « femme ») décrit un robot ressemblant à une femme. Ils sont parfois considérés comme des jouets sexuels particulièrement élaborés. Des robots humanoïdes assez sophistiqués pour tromper un humain quelques minutes ont déjà été développés. Le marché actuel se situe au Japon, avec une population non négligeable de célibataires masculins à hauts revenus, friande de technologie et de jouets sexuels : les nerds otakus.

## Au Japon
Louée 12 000 yens (environ 90 €) les 90 minutes, pour un investissement de 600 000 yens (4 500 €). Il faut y ajouter le prix des vêtements expressément achetés par le client ou loués en même temps que la poupée (1 000 yens, environ 7,5 €, par accessoire supplémentaire). Les clients se succèdent dans la chambre où attend la poupée. Ils l'habillent pour avoir ensuite le plaisir de la déshabiller. Ils lui donnent un bain pour la réchauffer avant de réaliser sur elle tous les fantasmes que leur dicte leur imagination.
En 2009, le marché des doll fuzoku est en pleine expansion. Certaines sociétés offrent leur services 24 heures sur 24 et font de la livraison à domicile.
Il existe une variante, la poupée sans tête (Seikan Cushion ou body doll). Il s'agit d'une sorte de peluche érogène remplie de micro-billes de polystyrène connus en Occident sous le nom de coussins de relaxation. Ces body dolls sont démontables mais livrées en une seule pièce. La peau, de couleur chair, est soyeuse et « imperméabilisée » pour ne pas se tacher lors des épanchement. Elles possèdent un vagin et un anus de silicone (pour être lavés après usage) de dimension variable dénommés orifice cushion (les orifices larges conviennent pour ce que la brochure appelle « les pénétrations violentes »). La body doll collégienne n'a pas de seins, porte une culotte blanche et est munie d'un petit vagin.
Les Ona-holes sont des poupées réduites à leur plus simple expression : un seul orifice artificiel parfois agrémenté de poils synthétiques, de doigts présentant la vulve, renflement pubien, forme des lèvres, etc. Certaines sont agrémentés de piercings et d'un petit moteur qui vibre ou aspire. D'autres sont munies d'un haut-parleur qui fait entendre soupirs extatiques, râles et diverses onomatopées suggestives. Ce sont des poupées portables dont l'origine semble remonter au XVIIIe siècle. À cette époque, c'était un entonnoir fait d'écaille de tortue qu'il fallait faire ramollir dans de l'eau chaude et frotter. Elles portaient le nom d' azuma agata (littéralement « en forme de ma femme »). Au début du XXIe siècle, ils sont en silicone.
Le dakimakura, mis sur le marché vers la fin des années 1990, est une sorte de matelas pneumatique de forme allongée sur lequel sont imprimées, de face et de dos, des images de lolitas, héroïnes de mangas ou d'animes. Les photos d'actrices de la vidéo pornographique apparaissent à leur tour sur ces traversins dans des poses explicites. En mars 2004, Microsoft en offre un à chaque acheteur de sa console Xbox avec la photo de Kasumi, héroïne de Dead or Alive Xtreme Beach Volleyball. La version love pillow (« coussin d'amour ») comporte un orifice correctement placé.
Pour les dames qui n'aiment pas dormir seules, l'industrie a inventé le boyfriend arm pillow qui a la forme d'un demi torse masculin. La femme esseulée se blottit contre le coussin, la joue contre le pectoral et glisse sous sa nuque le bras protecteur.